# ماکارکی
ماکارکی (به لاتین: Makarki) یک روستا در لهستان است که در گمینا گروجیسک واقع شده‌است.